# The Elder Scrolls
A The Elder Scrolls (röviden TES) egy nyílt világgal rendelkező akció-szerepjáték sorozat, amelynek egyes epizódjait a Bethesda Game Studios fejleszti és a Bethesda Softworks adja ki.

## Történet
A The Elder Scrolls játéksorozat fejlesztése 1992-ben kezdődött meg. Az első része, a The Elder Scrolls: Arena 1994-ben jelent meg DOS operációs rendszerekre. A játékos eredetileg az aréna egy harcosát irányíthatta volna, később azonban a koncepciót szerepjáték elemekkel bővítették. Az ebben a részben megjelenő szabad játékmenetet később a sorozat többi része is megőrizte.
1996-ban adták ki a második részt, mely a The Elder Scrolls II: Daggerfall nevet viselte. A The Elder Scrolls: Arena sikereinek hatására a fejlesztők sokkal ambiciózusabb törekvésekkel álltak elő. A The Elder Scrolls II: Daggerfall az elsők között volt azon játékok sorában, melyek valódi 3 dimenziós világot mutattak be, a játék világának alapterülete pedig becslések szerint Nagy-Britannia területének kétszerese. A játékosok és a kritikusok egyaránt panaszkodtak a sok programhibára, ám mindezek ellenére pénzügyileg sikeres lett a játék.
A The Elder Scrolls II: Daggerfall megjelenése után a Bethesda Softworks átmenetileg elhagyta az egyes epizódok számozását. Így jelent meg 1997-ben a The Elder Scrolls Legends: Battlespire, majd egy évvel később a The Elder Scrolls Adventures: Redguard. Ezen játékokra kevesebb figyelmet fordított a Bethesda Game Studios; előbbi helyszínét lényegében csak a föld alatti járatrendszerek (dungeon) jelentették, bár a sorozatban ez volt az első olyan rész, melybe többjátékos mód került, utóbbi pedig egy lineáris játékmenettel rendelkező, külső nézetes akció-kalandjáték.
A 2002-ben megjelenő The Elder Scrolls III: Morrowind visszatért a korábban megismert, szabad játékmenethez. A Morrowind egy időben készült Microsoft Windows és Xbox platformra, megjelenésekor pedig jelentős sikereket ért el, 2005 nyaráig több mint 4 millió példány talált gazdára. A játékhoz két kiegészítő jelent meg: 2002 novemberében a Tribunal, valamint 2003 júniusában Bloodmoon. Ezek kezdetben csak PC-re voltak elérhetőek, Xbox konzolra csak a Game of the Year Edition részeként váltak megvásárolhatóvá. Réges-régen Vvardenfellt a dwemer faj lakta, egészen addig, amíg meg nem érkeztek az aldmerek Tamrielre. Amikor ők benépesítették Cyrodiilt, egy csoportjuk számkivetetté vált, mert a daedrát kezdte el imádni. Őket, a chimereket Velothpróféta vezette át Morrowind hegyein, majd letelepedtek a dwemerek mellé.
Sajnos a két nép nem tudott békében élni egymás mellett, és így a viszályok általánossá váltak mind a vallás, mind a terület tekintetében. Míg a dwemerek nem hittek az istenekben, addig a chimerek rendületlen daedra-hívők voltak, és sértésnek vették a dwemerek viselkedését. Ennek ellenére, ha szükség volt rá, összefogtak, mint például amikor az égkoszorúi északiak lerohanták Morrowindet 1E 401-ben. Az erőfeszítéseknek és a chimer Indoril Nerevar és dwemer Dumac közti kezdődő barátságnak hála az északiakat 1E 416-ban kiverték a területről. A szükség szülte szövetség megalapította az Első Tanácsot, és egy kis ideig tartott is.
Ez a nehezen összehozott béke véget is ért, amikor Kagrenac tonális építész megépítette Numidium dwemer istent és Lorkhan Szívét. Az eredmény: az Első Tanács háborúja 1E 668-1E 700 között. A háború a Vörös-hegyen csúcsosodott ki, a dwemer főerődnél, és hirtelen vége is szakadt, amikor Kagrenac használta a Szívet és az összes dwemer egy pillanat alatt elpusztult. Nerevart a végén, vagy nem sokkal a vége után megölte korábbi tanácsa, a Tribunal. Mivel hozzáfértek Kagrenac eszközeihez, Almalexia, Dagoth Ur, Sotha Sil és Vivec isten-szerű erőkkel ruházták fel magukat. Ellenben Azura, a daedra istennő nem volt elégedett azzal, hogy felhasználták a szentségtörő eszközöket, és ezért megátkozta a chimer népet, hamuszínűvé változtatva bőrük színét, szemüket pedig izzó vörössé: így lettek ők a dunmerek. A Vörös-hegy a háborúnak köszönhetően kietlenné vált, nagyban átrendezve a tartomány tájképét.
A most már isten-szerű hatalommal bíró Tribunal megszilárdította az erejét, és elfordította az embereit az ősök és a daedrák imádatától a Tribunal Templom vallás tisztelete érdekében. Cyrodiil elkezdte keresni a lehetőséget, hogy Morrowinddet beolvassza a friss Reman Uralkodóházba, aminek eredménye a véres nyolcvanéves háború. Később, a Harmadik Birodalom felemelkedésekor már nem volt ilyen véres konfliktus, Tiber Septim törekvését, hogy egyesítse a kontinenst, diplomáciai úton érte el. Vivec és Tiber Septim ennek keretében megállapodást kötött (2E 896-os fegyverszünet), mely szerint a dunmerek birodalmi polgárok lettek, bevezették a birodalmi intézményeket és üzleti érdekeket, de megtarthatták a korábbi hagyományaikat, mint a rabszolgaság és a vallás.
Az Oblivion-válság után az északiak és az orkok észak felől támadásokat indítottak. Vivec eltűnése után az Igazság Minisztériuma labilissá vált. A morrowindi mérnökök Vuhon vezetésével egy gépet építettek, az' 'Ingeniumot, amelyet az élő lelkek hajtottak, hogy a Minisztériumot a magasban tartsák. Amikor Ilzhevent, adunmert választották ki a feladatra, hogy táplálja a gépet, a szerelme, Ezhmaar (Sulként is ismerik) elpusztította azt, hogy megmentse párja életét. A terv visszafele sült el. A Minisztérium végzete beteljesült, lezuhant, elpusztítva Vivec városát. A Vörös-hegy kitört, beborítva Vvardenfellt hamuval és lávával; ezt hívjuk ma "A vörös évnek". Feketemocsár argóniaiai megszállták a területet, arra kényszerítve a megmaradt dunmereket, hogy visszavonuljanak Solstheimbe.
A The Elder Scrolls IV: Oblivion fejlesztése 2002-ben kezdődött meg, a fejlesztők főként a mesterséges intelligencia fejlesztésére koncentráltak, céljuk, hogy képes legyen reagálni a világban bekövetkező változásokra. A fejlesztett grafikus motor mellett a Havok fizikai motort is megvásárolták a játékhoz. Végül 2006 márciusában jelent meg Microsoft Windows és Xbox platformokra a játék, a PlayStation 3 változatra pedig még egy évet kellett várni. 2006 novemberében megjelent a The Elder Scrolls IV: Knights of the Nine című, hivatalos letölthető tartalmakat magába foglaló gyűjtemény, 2007 márciusában pedig egy kiegészítő lemez, ami a The Elder Scrolls IV: Shivering Isles címet viselte. A Game of the Year Edition 2007 vége felé került a boltokba.Az Oblivion az Elder Scrolls sorozat negyedik része, amely Cyrodiil tartományban, Tamriel kontinens szívében játszódik.VII. Uriel Septim Császárt meggyilkolják saját palotájából való menekülése közben, de mielőtt még meghalna, rád hagyja a rejtélyes Királyok Amulettjét. A kaland Uriel elveszett és házasságon kívül született fiának felkutatásával kezdődik, mivel ő az egyetlen trónörökös. Egy olyan világban, ahol a sötétség erői az emberek és elfek fölötti teljes uralomra törnek, csak te állhatsz Tamriel jövője és Oblivion kapui közé.
2009. június 16-tól az Elder Scrolls: Oblivion Év Játéka alap és Deluxe kiadás megvásárolható a Steamen. A Direct2Drive oldalon szintén. A Steam változat működik a magyarítással, de csak abban az esetben, ha megfelelő módon sikerül telepíteni. A D2D változatról azt biztosan lehet tudni, hogy nem működik vele az Oblivion Script Extender című kiegészítő, ebből következően bizonyos beépülők sem.
A The Elder Scrolls V: Skyrim bejelentése 2010 decemberében, a Spike Video Game Awards alkalmával történt meg. A játék nem közvetlenül az Oblivion folytatása, mivel története 200 évvel azt követően játszódik Tamriel Skyrim tartományában. 2011. november 11-én került a boltok polcaira, a játékosok és a kritikusok körében is nagy népszerűségre tett szert, több helyen az év játékának választották. Skyrim, az Elder Scrolls játéksorozat ötödik része, Égkoszorú területén játszódik, 200 évvel az Oblivion-krízist követően. Történetében nélkülözhetetlen szerepet játszik egy újonnan felfedezett nyelv, a "sárkányok nyelve".
Az északiak hazája, Égkoszorú, a pusztítás szélén áll. Torygg nagykirály meggyilkolásával polgárháború tört ki a terület lakói között. Sok északi szeretne felszabadulni a Birodalom fogsága alól, melynek hatalma 200 éve, az Oblivion-válság óta fokozatosan hanyatlik. Mások viszont szeretnék magukhoz ragadni a hatalmat a Birodalom által kínált egység és biztonság nevében. A polgárháború kirobbanásával az Ősi Tekercsek egyik jóslata teljesedik be: a sárkányok visszatérnek, és Tamrielre beköszönt az örök sötétség. A tekercsek Dovahkiin, vagyis a Sárkányszülött eljöveteléről is beszámolnak, aki egy sárkány lelkével született és képes beszélni azok nyelvét. Küldetése, hogy a szükséges erők birtokában tartósan legyőzze a legnagyobb ellenfelét és véget vessen a világ elpusztítója, Alduin, a Világfaló sötét uralmának.
Utazásod számos veszéllyel lesz tele. Épp ahogy a királyság árny oltalmazói, a Pengék, felajánlják segítségüket, a Thalmor ravasz ügynökei éppúgy törekszenek saját ügyük elősegítésére, feltartóztatva téged küldetésedben. Keresd a tudást és bizonyíts, Sárkányszülött, hogy bebocsátást nyerhess a mélyen tisztelt Öregemberek közé és tanulmányozhasd az ősi sárkány-művészetüket. 2013. június 7-én megjelent a The Elder Scrolls Skirym Legendary Edition, amiben 3 kiegészítő is van a játékhoz: Heartfire, Dawnguard, Dragonborn.
2012. május 3-án bejelentették a The Elder Scrolls Online MMORPG fejlesztését.
Az ESO hivatalos megjelenése 2014. április 4. lett.
Története: A játék a „Káosz és az Interregnum” időszakában játszódik. A játékosnak vissza kell szereznie elrabolt lelkét, le kell győznie Molag Balt és meg kell szereznie a Cyrodiili Rubin Trónt.